# Temesforgács
Temesforgács, románul: Ohaba-Forgaci, település Romániában, a Bánságban, Temes megyében.

## Fekvése
Buziásfürdőtől északkeletre, a Temes bal partjának közelében fekvő település.

## Története
Temesforgács, Forgács nevét 1369-ben említette először oklevél Forgachfalva néven. 1442-ben Kisforgach, Nagyforgach, 1467-ben Kysforgach, Nagforgach, 1808-ban Ohába, 1913-ban Temesforgács néven írták.
1369-ben Forgáchfalva falut I. Lajos király Remetei Himfi Benedeknek adományozta. Kisforgáchon Hollódi Fülöp volt a birtokos, aki itteni részeit Temeshelyi Dési Péternek zálogosította el. 1482-ben Nagyforgách a Belinczi Bésán család birtoka volt.
Ezen a tájon feküdt egykor Csév-Ohába is. I. Ulászló király 1442. évi oklevelében meghagyta az aradi káptalannak, hogy Gamzai Turcsin Miklóst és Komethi Mihályt Chewhaba részbirtokába iktassa be. 1470-ben Sisman Sandriané birtoka volt Óhába, aki azt Margai Jakab volt szörényi várnagynak zálogosította el.
Az 1723-1725-ös gróf Mercy térképén, valamint az 1761. évi térképeken lakott helységként, a lugosi kerületben feküdt. 1779-ben Temes vármegyéhez csatolták. 1807-ben Temesforgács a kincstártól a vallás- és tanulmányi közalapítványi uradalom kezelése alá került. A 19. század közepe táján gróf Forgách Antal helytartósági tanácsos tiszteletére Forgách-nak nevezték el.

1851-ben Fényes Elek így írt a településről:
Ohába-Forgács, oláh falu, Temes vármegyében... Van 1748 óhitü lakosa, anyaegyháza. Határa 2308 hold,... Földe jó buzatermő; rétjei kövérek. Birja a királyi alapitvány.
A trianoni békeszerződés előtt Temes vármegye Buziásfürdői járásához tartozott.
1910-ben 1646 lakosából 1600 román, 24 német, 7 magyar volt. Ebből 1146 görögkeleti ortodox, 468 görögkatolikus, 18 római katolikus volt.

## Nevezetességek
- Görögkeleti temploma 1905-ben épült.